# جون لويد
جون لويد (بالإنجليزية: John Lloyd)‏ مواليد 27 أغسطس 1954 في إسكس، إنجلترا، هو لاعب كرة مضرب بريطاني يلعب باليد اليمنى. كما أنه أحد أبطال الجراند سلام. أعلى تصنيف له في الفردي كان المركز الـ 21 في سنة 1978.

## روابط خارجية
- جون لويد على موقع رابطة محترفي التنس (الإنجليزية)
- جون لويد على موقع الاتحاد الدولي لكرة المضرب (الإنجليزية)
- جون لويد على موقع كأس ديفيز (الإنجليزية)
- جون لويد على موقع خلاصة التنس.كوم (الإنجليزية)